# 朱載㘧
寧海恭和王朱載㘧（1531年—1569年），明朝德藩第一代寧海王，德懷王朱厚燉的嫡第四子。

## 生平
嘉靖二十一年（1542年）十二月，封寧海王。
隆慶三年（1569年）八月，朱載㘧去世，諡號恭和，享年三十九歲。四年後，嫡第五子朱翊鐸襲爵。

## 家庭

### 妻
- 孫氏，兵馬指揮孫著女，嘉靖二十七年（1548年）十二月冊為寧海王妃[6]。

### 子
- 嫡長子：夭折
- 嫡第二子：夭折
- 嫡第三子：夭折
- 庶第四子：夭折
- 嫡第五子：寧海昭敬王朱翊鐸
- 嫡第六子：鎮國將軍朱翊鐥[1]